# 表具

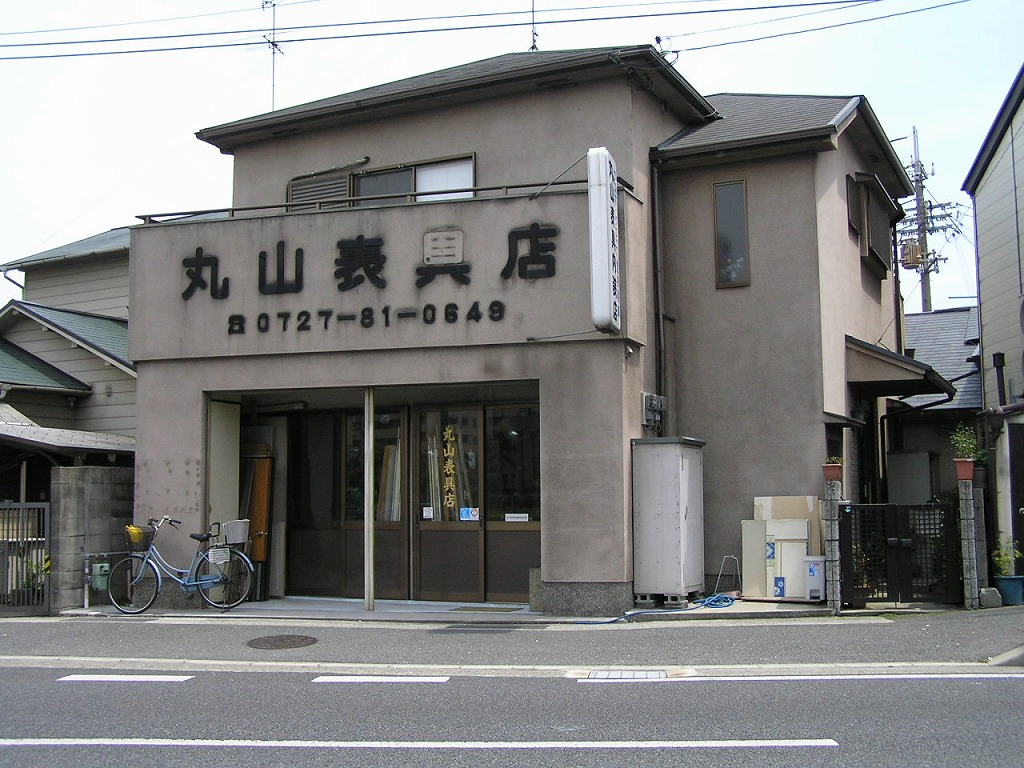
現在の表具店の一例。

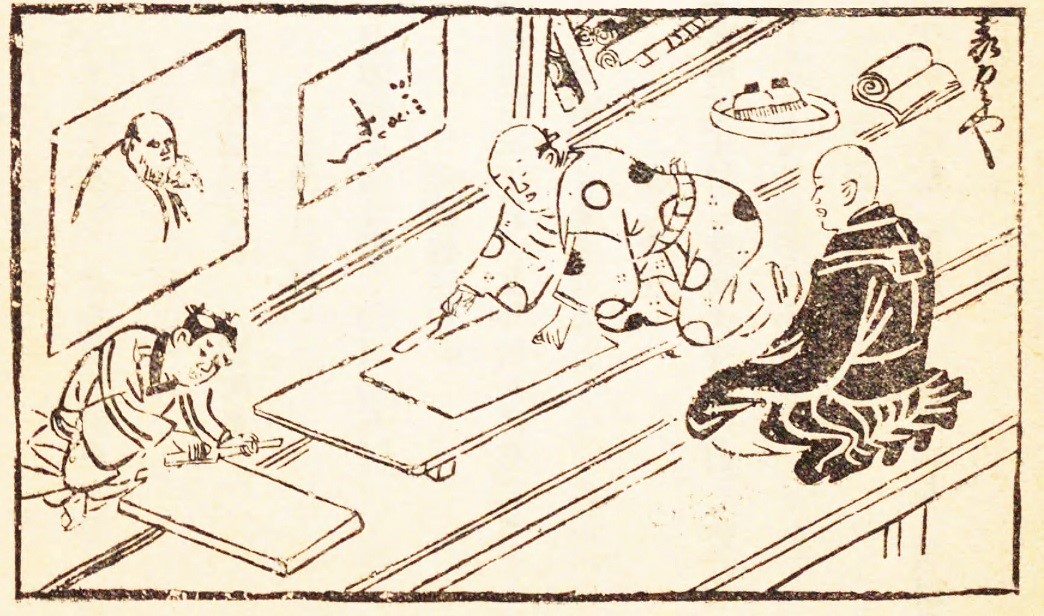
江戸時代の表具屋

表具（ひょうぐ）とは、布や紙などを張ることによって仕立てられた巻物、掛軸、屏風、襖、衝立、額、画帖など。または、それらを仕立てること。なお、仕立てることを表装（ひょうそう）とも称する。
表装を職業としている人を、表具師（ひょうぐし）または経師（きょうじ）という。表具師の主な仕事内容には、掛軸、屏風、衝立、額、画帖、巻物などの修理をはじめ、襖の新調、張替、障子貼りなども含まれる。古くは、表補絵師（ひょうほうえし）と呼ばれた。

## 略歴・概要
平安時代ごろ、遅くとも鎌倉時代に中国から伝来した技術と伝えられる。経巻、仏画などを保護・装飾することから始まったのが表具の歴史である。当時は経巻制作の実作業者のことを「装潢手」（そうこうしゅ）と称しており、「経師」は写経生を指す語であった。
室町時代、1494年（明応3年）に編纂された『三十二番職人歌合』には、はり殿（張殿）とともに「へうほうゑ師」（表補絵師）として紹介され、1500年（明応9年）に成立したとされる『七十一番職人歌合』の二十六番には、仏師と共に「経師」として紹介されている。後者での経師は僧侶の姿をしている。後に「ひょうほうえ師」と呼ばれる専門職として独立するようになったと考えられている。「ひょうほうえ師」は、表補絵師、裱褙絵師（衤に表、衤に背）、あるいは表補衣師といった表記がなされた。
室町時代には寺院の床の間を民間がまねて設けるようになり、桃山時代に鑑賞用の表具がめざましい発展を遂げる。また茶の湯の流行も表具の発展に影響している。茶の湯の世界で珍重された牧谿ら中国画人の作品であっても、表装が貧弱では売れず（『蔭凉軒日録』）、高価な絵ほどそれに見合った表装が必要という意識が読み取れる。
第二次世界大戦以降では、1946年（昭和21年）5月1日、「東京表具組合」（のちの東京表具経師文化協会、現在の東京表具経師内装文化協会）が発足、表具・経師・内装インテリアの3部門をもつ組織として活動している。全国組織は、全国表具経師内装組合連合会である。

## 三大表具
- 京表具
- 江戸表具
- 金沢表具

## 職業訓練
表具・表装店の愛知県表具内装組合連合会が運営する認定職業訓練による職業能力開発校として、表具工芸大学訓練校（ひょうぐこうげいだいがくくんれんこう）がある。建築内装系表具科短期課程を設置し、主に掛軸表装技能の基礎と専門知識の能力開発を実施している。毎年1月に、工芸大表装美術訓練展を開催している。 
- 所在地：愛知県田原市田原町東馬洗
- 受講分野：認定職業訓練建築内装系の訓練
- 訓練科名・訓練年数：建築内装系表具科
  - 普通課程：3年
  - 短期課程：1年

上記のほか、東京表具内装職業訓練校、大阪府表具職業訓練校、山口県表具内装高等職業訓練学校がある。